# Saints (Senna e Marna)
Saints è un ex comune francese di 1 313 abitanti situato nel dipartimento di Senna e Marna nella regione dell'Île-de-France. Dal 1º gennaio 2019 è accorpato a Beautheil per formare il nuovo comune di Beautheil-Saints di cui è divenuto comune delegato.

## Società

### Evoluzione demografica
Abitanti censiti